# Armatura da giostra
Armatura da giostra è il nome con cui si sogliono indicare quegli esemplari di armatura a piastre del tipo "gotico" appositamente progettate per l'uso nella giostra, inadatte cioè allo scontro campale, tra il XV ed il XVI secolo. Si tratta della tipologia di armature più solide e mono-funzionali mai realizzate nell'ambito della storia delle tecnologie militari europee; una tipologia di manufatti che non trova eguali in altra parte del mondo.

## Storia

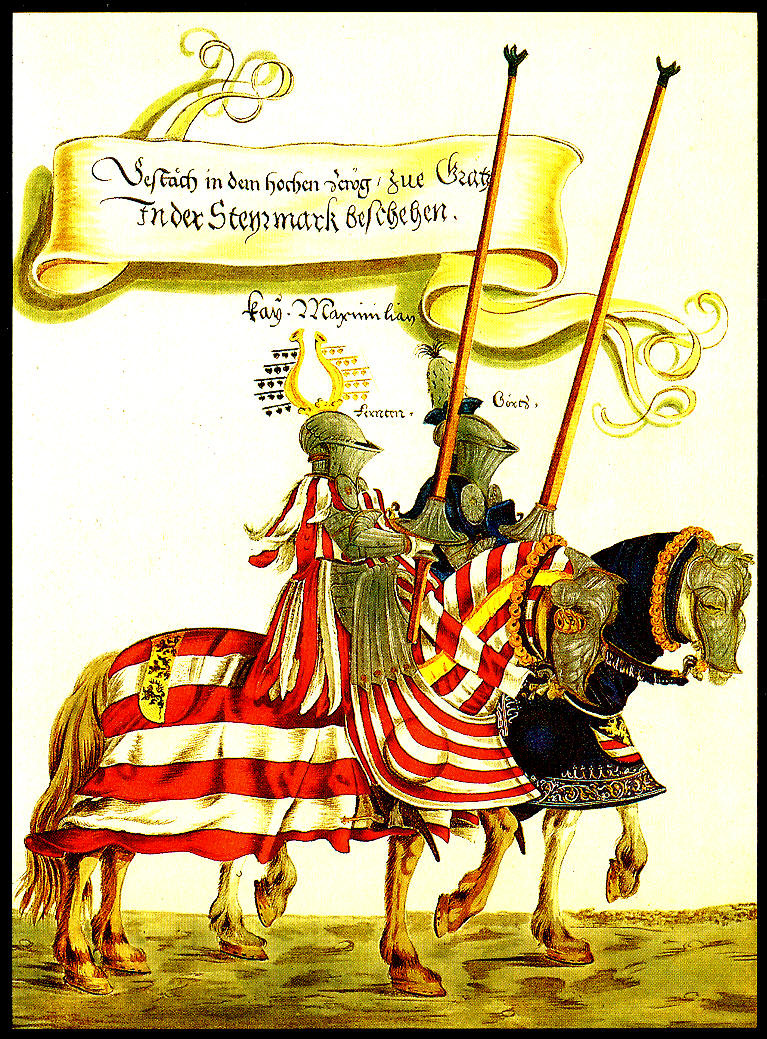
Cavalieri in armatura da giostra - Turnierbuch di Massimiliano I d'Asburgo, ill. di Hans Burgkmair "il Giovane" ca. 1540.

L'esercizio ludico, propedeutico alla pratica militare, del torneo medievale aveva sviluppato, nel corso del Basso Medioevo, una variegata tipologia di applicazioni, genericamente indicate con il nome di Hastilude (lett. "giochi d'asta", ove per "asta" s'intendeva la lancia). Divenuto sempre più uno sport nel corso del XIV secolo, quando cioè la carica alla lancia aveva sistematicamente perso la sua iniziale importanza ai fini della determinazione dell'esito dello scontro, il torneo aveva sempre più specializzato le sue prestazioni e gli equipaggiamenti necessari a praticarle (basti considerare, a titolo di esempio, il percorso che aveva portato dalla lancia da cavalleria alto-medievale, in buona sostanza una lancia da cinghiale, alla pesante ed altamente specializzata lancia da giostra del 1400).
Nel corso del XV secolo si codificarono, in via definitiva, gli hastiludi prevedenti contatto "pieno" tra cavalieri che sarebbero rimasti in voga sino al XVI secolo: il Rennen e lo Stechen. Un ruolo fondamentale, in questo processo di sviluppo, venne giocato dalla corte dell'imperatore Massimiliano I d'Asburgo, grande appassionato di tornei e giostre, brillante innovatore dell'arte bellica ed appassionato collezionista di armature. Grande mecenate degli armorari germanici, Massimiliano, nel corso degli anni '90 del Quattrocento, spinse in favore della definizione di due apposite tipologie di armatura per gli specifici giochi: la Rennzeug e la Stechzeug.

Parallelamente agli hastiludi, anche altre tipologie di combattimento a contatto pieno si svilupparono nei decenni finali del XV secolo. Una particolare tipologia di scontro era il Kolbenturnier, nel quale i contendenti miravano a delibitarsi l'un altro colpendosi alla testa con una clava o una mazza ferrata. Forma di lotta ancora propedeutica alla pratica bellica, in una realtà tecnologica ove la testa dell'avversario restava, gioco-forza, uno dei pochi, veri punti vulnerabili, il "torneo della clava" (italianizzazione di Kolbenturnier) godette di un certo successo presso le alte classi sociali del Sacro Romano Impero Germanico e si meritò la codifica di un'apposita tipologia di armatura da giostra.
La produzione di armature da giostra restò in voga durante tutto il XVI secolo, portando alla realizzazione di esemplari non solo "funzionali" quali quelli prodotti dalla corte massimilianea ma anche sontuosamente decorati, in linea con il principio della "seconda pelle" in metallo per il gentiluomo che caratterizzava, nel secolo del Manierismo, il fine ultimo degli armorari. Fine ultimo della giostra, ormai vero e proprio evento mondano, era infatti ormai l'ostentazione del potere e del lusso della corte. In quegli anni, l'armatura da giostra godette anche di un notevole successo artistico. Spesso, infatti, il gentiluomo privo degli alti titoli di comando che avrebbero autorizzato un suo ritratto in armatura da parata ma ciò nonostante intenzionato a farsi ritrarra "in armi" richiedeva l'armatura da giostra quale ornamento nella raffigurazione dello spazio circostante alla sua persona (valga su tutti l'esempio de Il Cavaliere dal Piede Ferito di Giovanni Battista Moroni - 1554-1558).
L'armatura da giostra scomparve, insieme alla giostra stessa, al principio del XVII secolo, quando il più longevo degli hastiludi venne definitivamente sostituito con il carosello, oggi noto appunto come "giostra". Grande promotore di questo mutamento fu Enrico IV di Francia, organizzatore del grande carosello di Parigi del 1605.

I numerosi esemplari di armature da giostra realizzati nell'arco di due secoli per le corti europee riempirono collezioni private in palazzi e castelli. Furono poi proprio queste armature, pesanti, poco funzionali ed unilateralmente sviluppate in funzione della "carica alla lancia in resta", a creare il diffuso stereotipo che vuole il cavaliere medievale inscatolato come un granchio nella corazza, inabile a rialzarsi una volta abbattuto.

## Costruzione

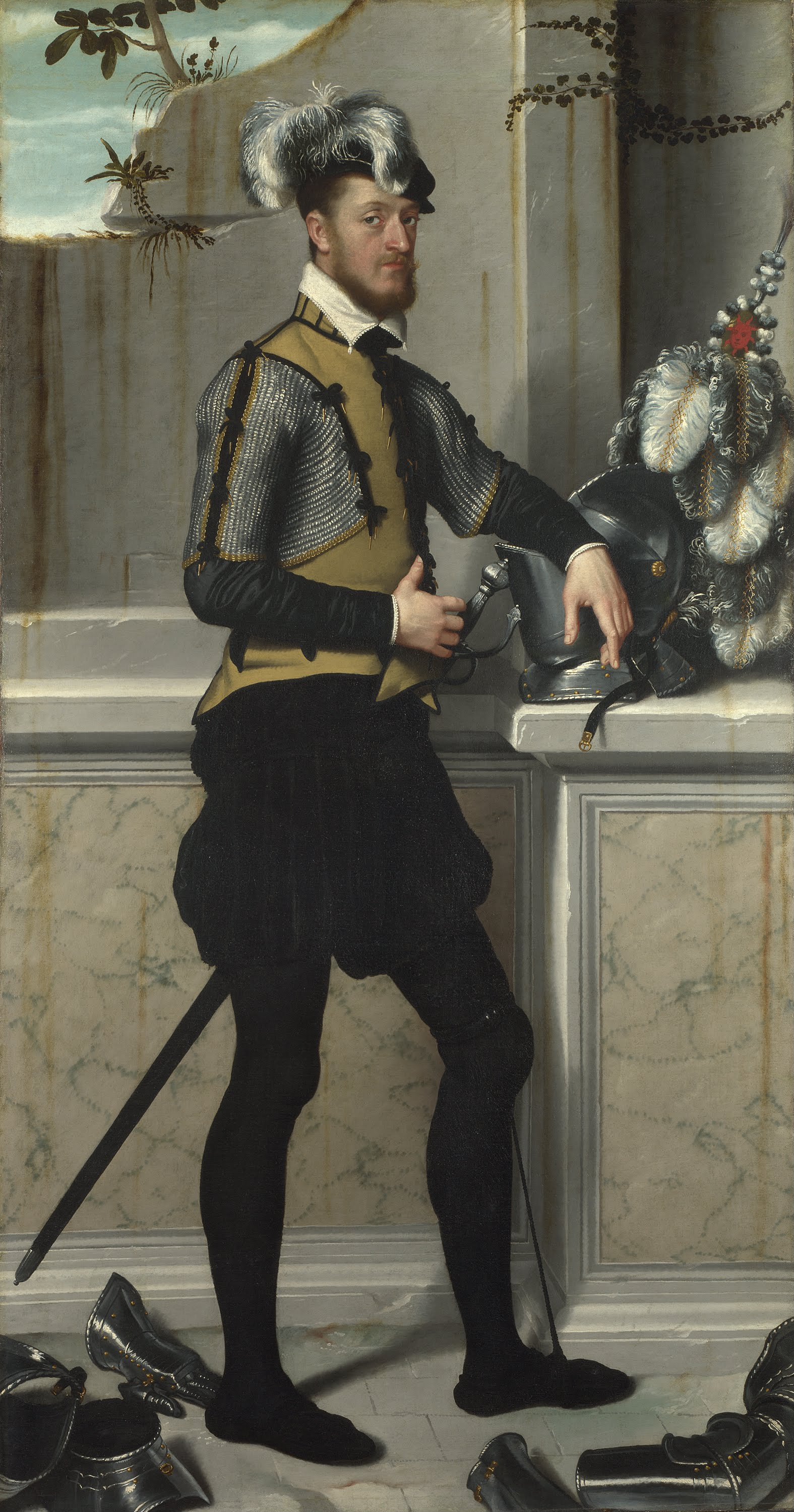
Il Cavaliere dal Piede Ferito di Giovanni Battista Moroni (1554-1558).

Rispetto all'armatura a piastre utilizzata sui campi di battaglia, l'armatura da giostra presentava componenti aggiuntive e/o marcatamente diverse:
- la testa del cavaliere era interamente protetta dall'elmo completo, che sviluppò poi, quale modello "definitivo", l'ingombrante elmo a bocca di rana;
- guardastanca: una piastra d'acciaio di rinforzo applicata sul lato sinistro della corazza toracica, comprende anche parte dello spallaccio e del bracciale (fond. il rebrace). Veniva solo avvitata sull'armatura onde staccarsi non appena ricevuto il colpo da parte della lancia avversaria. Aveva cioè una duplice funzione: garantire maggior sicurezza all'utente e segnalare, una volta sbalzata, il colpo andato efficacemente a segno. Sin dalla fine del XV secolo, la guardastanca veniva applicata alla corazza tramite un apposito meccanismo d'aggancio che, al contempo, ne facilitava il rilascio "a molla" non appena il pezzo veniva colpito correttamente;
- la resta, solitamente costituita da un uncino protendentesi dal lato destro della corazza, sviluppa anche una "coda" uncinata che, protendendosi all'indietro dall'ascella, va a bloccare anche il "calcio" della lancia;

L'armatura da giostra variava poi significativamente nella forma a seconda della tipologia di giostra in cui doveva essere utilizzata:
- armatura tp. Rennzeug: variante "leggera" dell'armatura da giostra, ottenuta integrando all'archetipo dell'armatura gotica alcune delle innovazioni che saranno poi tipiche dell'armatura a tre quarti cinquecentesca. Il ventre e le cosce sono protette da una grande scarsella lamellare che sviluppa in veri e propri gambali. La corazza toracica è leggera, disegnante, grossomodo, una "X" sul tronco del portatore, e monta un sistema d'aggancio a molla per un'enorme guardastanca che copre integralmente la zona d'impatto della lancia avversaria, protendendosi verso l'alto con una barbozza. Il braccio dx, bloccato dalla guardastanca, può solo reggere le redini ma il braccio sx, protetto o no da uno spallaccio autonomo, ha buona libertà di movimento. La testa viene protetta dalla tipica bigoncia gotica;
- armatura tp. Stechzeug: si tratta della tipologia di armatura a piastre più massiccia mai realizzata, appositamente disegnata per assicurare l'incolumità del portatore sigillandolo in un telaio d'acciaio. La protezione per le gambe, eccezion fatta per la scarsella è del tutto assente, poiché la gualdrappa corazzata del destriero era provvista di una piastra pettorale con alette che, risalendo ed allargandosi intorno all'arcione frontale della sella, avvolgevano gli arti inferiori del cavaliere. L'interazione articolare tra i bracciali e la corazza è ridotta all'arco di movimenti necessari per impugnare la lancia (braccio sx) e per tenere salde le redini proteggendo il corpo con la guardastanca (braccio dx);
- armatura tp. Kolbenturnier: armatura a piastre priva di eccessivi ingombri sulle braccia, onde permettere un'adeguata libertà di movimenti per i colpi di mazza, dominata però da abnormi protezioni per la testa. In sostituzione dell'elmo si utilizzavano enormi caschi sferici in acciaio, simili a quelli di un palombaro, con grata frontale per preservare la visibilità.

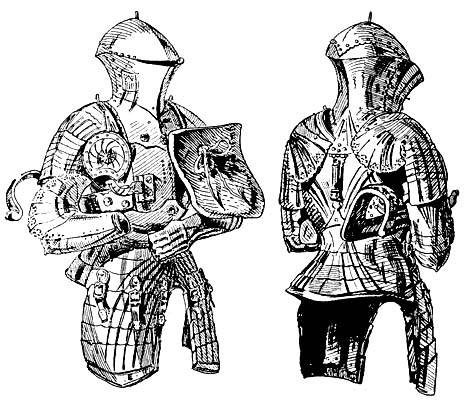
Armatura da giostra tp. Stechzeug - ill. di Wendelin Boeheim (1890)[5];
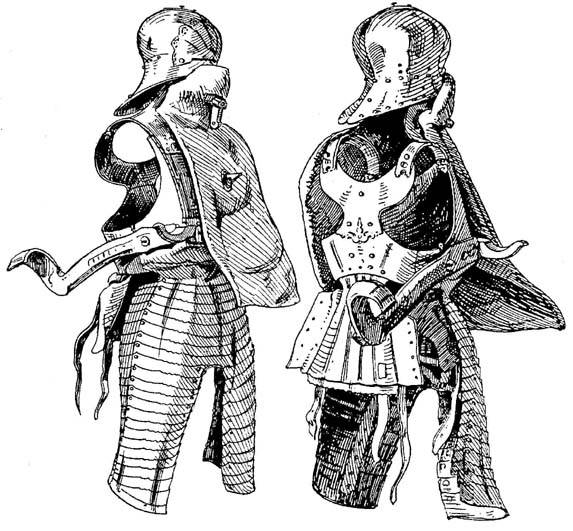
Armatura da giostra tp. Rennzeug - ill. di Wendelin Boeheim (1890);
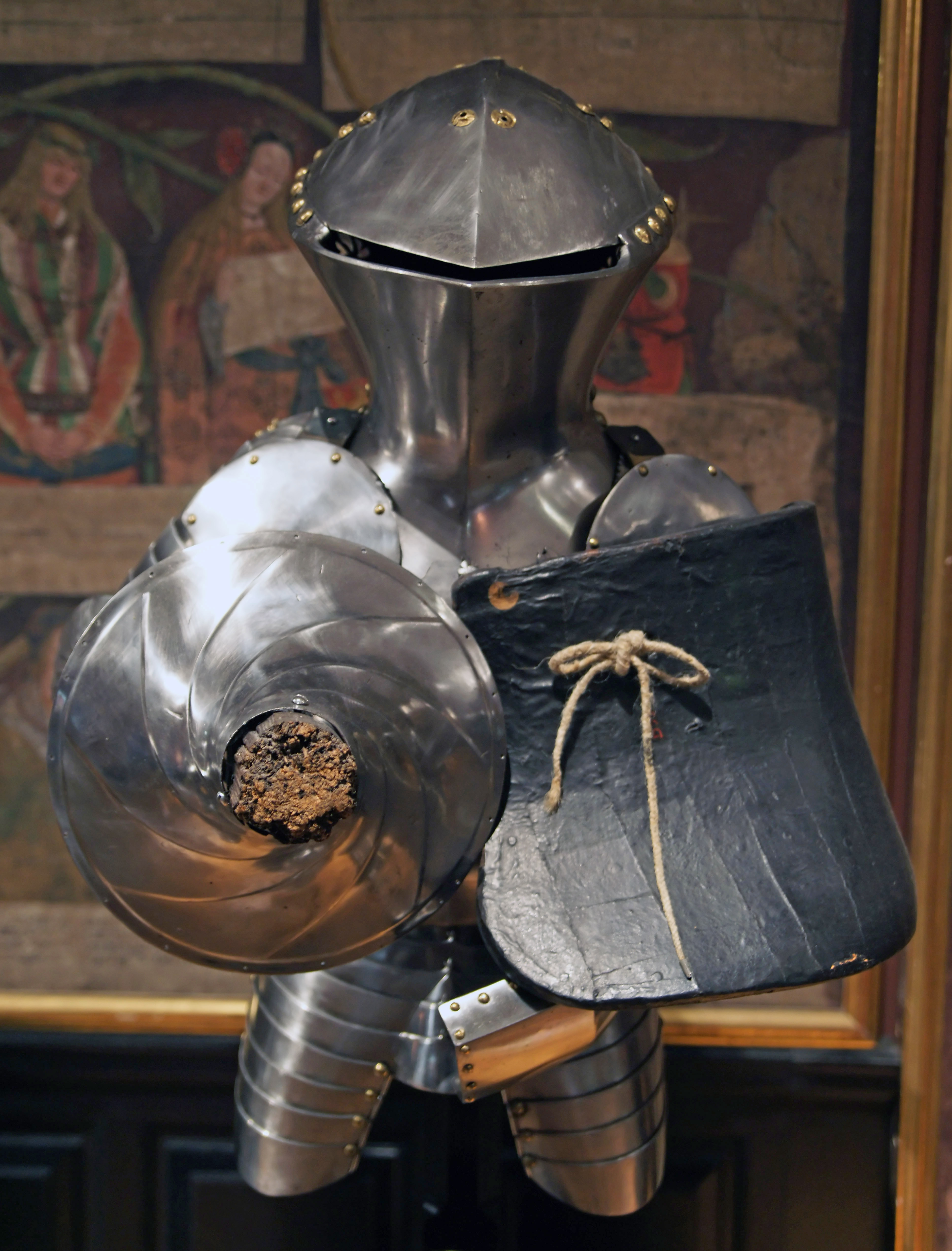
Armatura da giostra tp. Stechzeug "da fanciullo" dell'Arciduca Filippo d'Asburgo, figlio di Massimiliano,ca. 1490-1495[6].
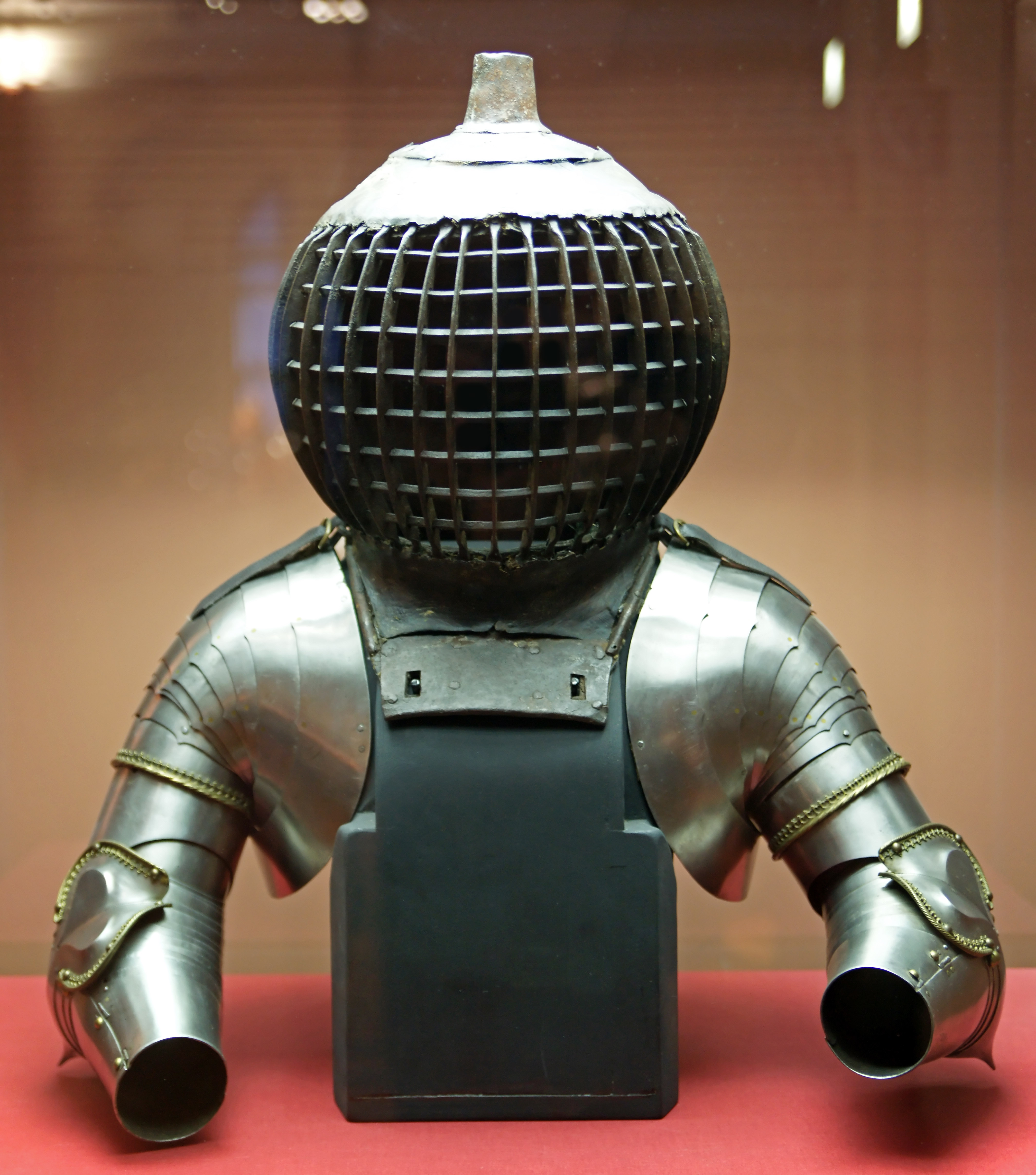
Armatura da giostra tp. Kolbenturnier (ca. 1480) - Kunsthistorisches Museum di Vienna.
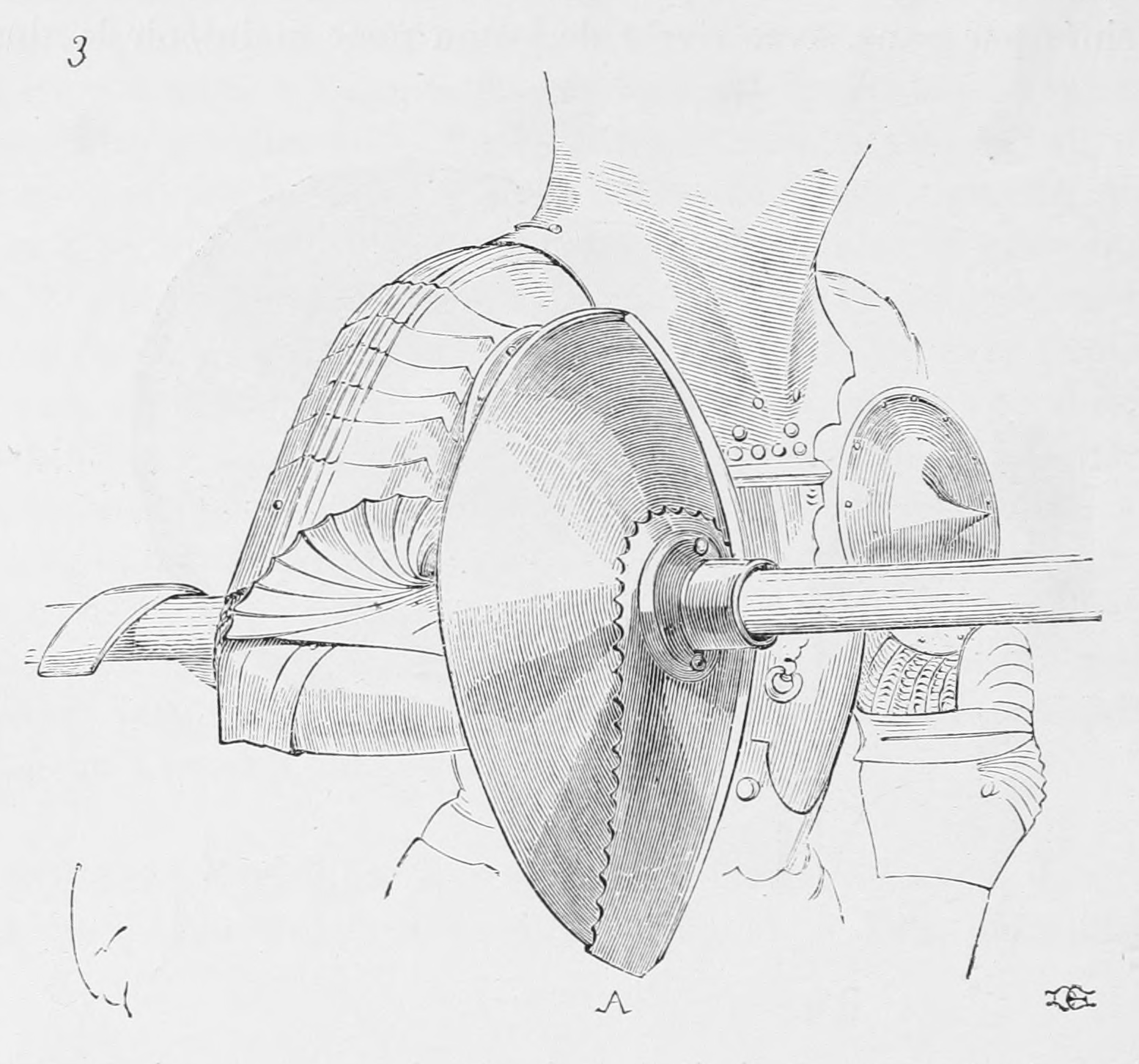
Lancia bloccata nella resta "avvolgente" di un'armatura da giostra - ill. di Eugène Viollet-le-Duc